# Bwahit
El Bwahit (Buahit, Bachit, Buiheat) és un cim de les muntanyes Simien a la Regió d'Amhara d'Etiòpia. La seva altitud està estimada en 4.430 o 4.437 m sobre el nivell del mar, i això la converteix en la tercera muntanya més alta d'Etiòpia i la tretzena o catorzena muntanya més alta d'Àfrica. Es troba a uns 16 km a l'oest de la muntanya més alta d'Etiòpia, el Ras Dashen, de la qual està separada per un profund congost de 1.600 m.
La carena va cap al NNE sobre el pas de Arkwasiye (ca. 3635 m), cap a l'est sobre el Kidis Yared de 4.453 metres, la segona muntanya més alta d'Etiòpia; i cap al SSE sobre el pas Metelal (ca. 3730 m) i fins al Ras Dashen.